# Fábio Aurélio
Fábio Aurélio Rodrigues (São Carlos, 1979. szeptember 24. –) brazil labdarúgó, jelenleg a Grêmio játékosa. Ő volt a legelső brazil labdarúgó, aki a Liverpoolhoz szerződött.

## Pályafutása

### São Paulo
Aurélio a  São Paulo FC ifjúsági program keretében került ide, az első csapatban 1997-ben debütált.Itt a brazil U17-es, U20-as, valamint U21-es válogatottban is szerepelt. Ott volt 2000-ben a Sydney Olimpián.

### Valencia
2000-ben igazolt Valenciába, ahol egy évet játszott Hector Cuper menedzser keze alatt, majd ezek után Rafael Benítez lett az edzője. 2002-ben részese volt annak, hogy Valencia bajnok lett 31 év után. A 2002/03-as szezonban a La Liga egyik legjobb balhátvédjeként tartották számon. Abban a szezonban 10 gólt szerzett.
A következő évben az UEFA Kupát nyertek, lábtörés miatt csak két találkozón szerepelt. 2007-ben lejárt valenciai szerződése, így ingyen költözhetett Liverpoolba.

### Liverpool
Csereként debütált 2007. augusztus 13-án a Chelsea ellen 2–1-re megnyert Szuperkupa döntőn. 25 meccset teljesíthetett első angol szezonjában, a PSV Eindhoven ellen súlyosan megsérült az Achilles-ína. 5 hónap gyógyulás után a Porto ellen csereként tért vissza a 2007/08-as Bajnokok Ligájába.Következő idényben lenyűgözően játszott a következő sérüléséig.A 2008/09-es szezonban több riválisa is akadt, Andrea Dossena és Emiliano Insúa.
2010 nyarán lejárt a szerződése, de Rafael Benítez nem tudott vele hosszabbítani, Aurélio így szabadúszóvá vált. Eközben Insua is a távozás mellett döntött, ezek után a Liverpool balhátvéd nélkül maradt. Aurélio sokáig nem talált magának új csapatot, végül a Vörösök új menedzsere, Roy Hodgson felkérte, hogy térjen vissza az Anfield Roadra. Fabio egy pillanatig sem gondolkozott.

### Grêmio
6 év után elhagyta Liverpoolt. Állandó sérülései miatt utolsó idényében csupán kétszer szerepelt az első csapatban. 
Így 2012 májusában ingyen igazolt a brazil Grêmio csapatához, mivel szerződése lejárt.

## Sikerei, díjai
São Paulo
- Campeonato Paulista: 1998, 2000
- Copa do Brasil-döntős: 2000
- Supercopa Sudamericana-döntős: 1997

Valencia
- Spanyol bajnok: 2001–02, 2003–04
- Bajnokok Ligája-döntős: 2000–01
- UEFA-kupa: 2003–04

Liverpool
- Szuperkupa: 2006
- Bajnokok Ligája-döntős: 2006–07